# 刘果 (宝山知县)
刘果（？—？），山东单县人，是一名清朝政治人物。
刘果曾于1845年接替熊象鼎任宝山县知县一职，1847年由吴云接任。